# جیمز هاپکینز
جیمز هاپکینز (انگلیسی: James Hopkins؛ ۱۲ ژوئیه ۱۹۰۱ – ۱۹۴۳) بازیکن فوتبال اهل بریتانیا بود.
از باشگاه‌هایی که در آن بازی کرده‌است می‌توان به باشگاه فوتبال آرسنال و باشگاه فوتبال برایتون اند هوو آلبیون اشاره کرد.
وی همچنین در تیم ملی فوتبال ایرلند بازی کرده‌است.